# Her Private Hell
Pour plus de détails, voir Fiche technique et Distribution.
Her Private Hell est un film américano-danois réalisé par Nicolas Winding Refn et dont la date de sortie n'a pas encore été annoncée.

## Fiche technique
Sauf indication contraire, les informations mentionnées dans cette section peuvent être confirmées par la base de données cinématographiques IMDb,  présente dans la section « Liens externes ».
- Titre : Her Private Hell
- Réalisation : Nicolas Winding Refn
- Scénario : Esti Giordani et Nicolas Winding Refn
- Musique :
- Direction artistique :
- Décors :
- Costumes :
- Montage :
- Photographie : Magnus Jønck
- Production : Nicolas Winding Refn
  - Production déléguée : Lene Borglum, Christina Erritzøe, Takuma Takasaki et Kimberly Willming
- Sociétés de production : Neon et byNWR
- Distribution :
- Pays de production :  États-Unis  Danemark
- Langue originale : anglais, japonais
- Genre : thriller, drame
- Date de sortie : Date sujette à modification

## Distribution
- Sophie Thatcher
- Charles Melton
- Kristine Frøseth
- Havana Rose Liu
- Dougray Scott
- Diego Calva
- Shioli Kutsuna
- Hidetoshi Nishijima
- Aoi Yamada

## Production

### Genèse et développement
En avril 2025, alors qu'il préparait un thriller d'espionnage intitulé The Avenging Silence, Nicolas Winding Refn change de projet et annonce que son prochain film sera un thriller intitulé Her Private Hell. Cela marque son retour au cinéma depuis The Neon Demon sorti en 2016.

### Attribution des rôles
Dès l'annonce du projet, Sophie Thatcher, Charles Melton, Kristine Frøseth et Havana Rose Liu sont les premiers à rejoindre le casting.
Le 12 juin 2025, le casting s'agrandit avec les arrivées de Dougray Scott, Diego Calva, Shioli Kutsuna, Aoi Yamada et Hidetoshi Nishijima.

### Tournage
Le tournage du film débute le 8 mai à Tokyo au Japon mais aussi à Copenhague au Danemark.